# Wolfgang Koeppen
Wolfgang Arthur Reinhold Koeppen född 23 juni 1906 i Greifswald, död 15 mars 1996 i München, var en tysk författare.

## Biografi
Koeppen föddes i Greifswald som son till en sömmerska. Hans far accepterade aldrig faderskapet formellt. Han bodde först i sin mormors hus på Bahnhofstrasse, men flyttade efter hennes död 1908 med sin mor till hennes syster i Ortelsburg (Szczytno), Ostpreussen. Han och hans mor flyttade tillbaka till Greifswald 1912, men redan två år senare återvände de till Ostpreussen. Koeppen flyttade till Greifswald efter första världskriget, där han arbetade som springpojke åt en bokförsäljare. Under den tiden ägnade han sig åt teater- och litteraturstudier vid Greifswalds universitet. 1920 lämnade Koeppen Greifswald, och bosatte sig i München där han bodde resten av sitt liv.  
Han började sitt yrkesliv som journalist. 1934 kom hans första roman medan han bodde i Nederländerna. 1939 var han tillbaka i Tyskland där han levde under jord för att inte bli inkallad som soldat, och från 1943 bodde han i München, där han också dog 1996 vid 89 års ålder.
1947 fick Koeppen i uppgift att skriva filatelisten och förintelseöverlevaren Jakob Littners (född 1883 i Budapest, död 1950 i New York) memoarer. 1992 gavs kom en ny utgåva. 
Koeppens sista stora roman Der Tod in Rom gavs ut 1954 och rymmer en socialpsykologisk analys av nazismen. Under följande år, hade Koeppen svårt att färdigställa några längre verk. Under 1950-talet reste Koeppen runt i USA, Sovjetunionen, London och Warszawa. 

## Priser och utmärkelser
- Georg Büchner-priset 1962